# Rujnica (Cazin)
Rujnica falu Bosznia-Hercegovinában, a Bosznia-hercegovinai Föderáció Una-Szanai kantonjában.

## Fekvése
Bosznia-Hercegovina északnyugati részén, Bihácstól légvonalban 16, közúton 20 km-re északnyugatrara, Cazintól légvonalban 10, közúton 17 km-re nyugatra, a Toplica-patak partján fekszik. A több forrásból eredő Gatica egy rövid út megtétele után egy víznyelőbe süllyed, és csak a Korana-folyóval való összefolyása előtt bukkan fel újra. A Gatica-öböl részben Bugarhoz, részben Gornja Gatához tartozik. Közte és a Toplica között a vízválasztót enyhe lejtők szegélyezik. Rujnica település fő részei azon a nagyobbik lejtőn találhatók, mely Ilidzától Tržacki Raštelig húzódik, és legmagasabban fekvő része a 365 méter magas Lubanovo brdo. A kis patakok között rétek találhatók. Fő vizei a Toplicába folyó Grabovac, a Škorić potok, a Dešinovac és a Kamenica, valamint több, itteni forrásból eredő kis patak: a Rast, a Zjala Pećina, a Vukovića és a Gajića Pećina, mely szintén a Toplicába ömlik. A település nagy része a Škorić-patak és a Rasta közötti lejtőn található, amely a lejtő tetején a Tržačka Raštela-Bihać úthoz vezető út mentén házcsoportokra oszlik. A fiatalabb, az osztrák-magyar megszállás után létesült településrészeken, ahol a likai és korduni telepesek csoportosan telepedtek le, a településrészek szorosabb beépítésűek. Ilyen települések a Srpska Gata, Brezik, Rastovača, Bugar, Crnaja és Hadžin Potok. A település nyolc részből áll, amelyek szomszédosak egymással: Rujnica, Kosenjak (a Dešinovac és a Rast között), a Pećina forráskörzete, Čubrilovo brdo, Rastovača, Brezik, Tkanica és Cerik vagy Skularovo brdo.

## Népessége
| Nemzetiségi csoport | Népesség 1991 | Népesség 2013 |
| ------------------- | ------------- | ------------- |
| Szerb               | 55            | 0             |
| Bosnyák             | 654           | 836           |
| Horvát              | 2             | 0             |
| Jugoszláv           | 1             | 0             |
| Egyéb               | 11            | 5             |
| Összesen            | 723           | 841           |

## Története
A település már a középkorban is lakott volt és késő középkori templomának romjai is megtalálhatók. A templom az 1875-ös törökelllenes felkelés során égett le. Nem ismert, hogy a település neve miből származik. Valószínűleg vöröses földhöz van köze, mely a Rast forrásának környékét jellemezte. Valószínűleg az 1788-1792-es osztrák-orosz-török háború során elmenekült családok neveit őrizték meg a Lubanovo brdo vagy Lubanova torina, Crnjina pećina és Milića vrelo helynevek.
A település 1878-ig tartozott az Oszmán Birodalomhoz, ekkor a berlini kongresszus határozata alapján az Osztrák-Magyar Monarchia része lett. A monarchia szétesésével 1918-ban előbb a Szerb-Horvát-Szlovén Királyság, majd 1929-től a Jugoszláv Királyság része. Az 1929-es törvény értelmében, amikor Bosznia-Hercegovinát négy banovinára, Drinskára, Vrbaskára, Zetskára és Primorskára osztották, a település a Vrbaska banovina része lett, amelynek székhelye Banja Luka volt. Jugoszlávia megszállása után a Független Horvát Állam (NDH) része lett. A második világháború után a szocialista Jugoszláviához tartozott. 
A rujnicai muszlim gyülekezet, amelyhez Bukovica is tartozik, 1972-ben alakult. Területe nagyrészt, több mint 15 km hosszú, a Horvát Köztársasággal közös államhatár mentén húzódik. A gyülekezetnek körülbelül 180 háztartása és saját mecsetje van, amelyet a Bosznia-Hercegovina elleni szerb agresszió során leromboltak, és 1998-ban teljesen újjáépítettek. Eddig ebben a gyülekezetben az állandó imám szolgálatot a következő imámok végezték: Hilmija  Duraković, Munir Felic, Zarif Smajlović, Esad Čataković Sejfo Seferović efendi, a gyülekezet jelenlegi imámja 1990 óta.

## Nevezetességei
- Középkori templomának maradványai a Raštovačka pećina közelében. A templom keletelt volt, a romok egy 11x9 méteres területet határolnak. A templomot Branka Raunig azonosította.

- Régi felújított vizimalom a Toplica-patakon

- A helyi muszlim közösség dzsámija

- Második világháborús áldozatok emlékműve